# Change (In the House of Flies)
«Change (In the House of Flies)» иногда сокр. «Change» (рус. Превращение (В доме мух)) — первый сингл американской альтернативной метал-группы Deftones с их третьего студийного альбома White Pony. Сингл был выпущен 20 мая 2000 года. Данная песня остаётся самой коммерчески успешной и по сей день; песня заняла 3 место в чарте Billboard Modern Rock Tracks и 53-е в UK Singles Chart. Песня вошла треклист рок-сборника Big Shiny Tunes канадской музыкально-телевизионной станции MuchMusic.

## Видеоклип
Режиссёром видеоклипа к песне выступила американский клипмейкер, продюсер и режиссёр Лиз Фридлендер. В клипе было снято, как группа исполняет песню «Change» на вечеринке, где полно людей в масках животных и с равнодушным взглядом. Видео снималось в течение двух дней с 30 по 31 мая 2000 года в Голливуде, штат Калифорния.

## Список композиций
Все тексты написаны Чино Морено, вся музыка написана Deftones, за исключением отмеченных.
| №  | Название                           | Автор                     | Длительность |
| -- | ---------------------------------- | ------------------------- | ------------ |
| 1. | «Change (In the House of Flies)»   |                           | 4:58         |
| 2. | «Crenshaw»                         |                           | 4:49         |
| 3. | «No Ordinary Love» (кавер на Sade) | Шаде Аду, Стюарт Мэтьюман | 5:32         |

## Другие версии
В сборнике MTV The Return of the Rock, Vol. 2, а также в сборнике группы B-Sides & Rarities присутствует акустическая версия песни.

## Кавер-версии
- Канадская электро-индастриал-группа Ayria записали на песню кавер, который вошёл в бонус-диск пятого студийного альбома под названием Hearts for Bullets[10].
- Американская рок-группа Breaking Benjamin (совместно с вокалистом и ритм-гитаристом Шоном Морганом из африканской рок-группы Seether и соло-гитаристом Барри Стоком из канадской рок-группы Three Days Grace) исполнили кавер-версию песни во время весеннего совместного турне в 2008 году[11].
- Африканская рок-группа Seether исполнила акустическую версию песни на SiriusXM в 2014 году[12]

## В популярной культуре
Песня была использована в фильмах «Королева проклятых», «Никки, дьявол младший », мультфильме «Dragon Ball Z: Cooler's Revenge», телесериалах «Шпионка», «Волчье озеро», «Последователи», «Американский папаша», «Особо тяжкие преступления» и в трейлере к седьмому сезону «Декстер».